# Resche
Die Sprache Resche (ISO 639-3: res; auch bareshe, gunga, gunganchi, gungawa, tsureja, tsureshe, yaurawa) ist eine platoide Sprache aus der Untergruppe Resche, die zu den West-Kainji-Sprachen innerhalb der Kainji-Sprachen zählen.
Resche wird von insgesamt 44.000 Personen in den nigerianischen Bundesstaaten Kebbi und Niger gesprochen. Die ethnische Gruppe, die diese Sprache spricht, sind die Baresche, welche ihre Sprache als Resche oder Turesche bezeichnen.